# Ivrea-zone
| Geologie van de Alpen |
| --- |
| Weisshorn |
| Tektonische indeling |
| Molassebekken |
| Helvetische Zone |
| Penninische Dekbladen |
| Austroalpiene Dekbladen |
| Zuidelijke Alpen |
| Geologische structuren |
| Aarmassief · Dent Blanche-nappe · Engadin-venster · Hohe Tauern-venster · Periadriatische lijn · Ivrea-zone · Lepontin dome · Rhône-Simplonlijn · Sesia-zone |
| Paleogeografische gebieden |
| Valais-oceaan |
| Briançonnais microcontinent |
| Piëmont-Liguriëbekken |
| Apulische of Adriatische plaat |
| Portaal Geologie |

De Ivrea-zone is een tektonisch terrein in de westelijke Italiaanse Alpen, dat bestaat uit gesteenten uit de onderkorst afkomstig van de (vroegere) Adriatische plaat.
De Ivrea-zone wordt ingedeeld bij de Zuidelijke Alpen. Voor het grootste gedeelte bestaat de Ivrea-zone uit sedimenten, waaronder kalksteen (gemetamorfoseerd tot marmer), die zijn gemetamorfoseerd in de granuliet-facies door mafische intrusies. Dit soort gesteentes zijn afkomstig uit de onderste delen van de korst, en bij de vorming van de Alpen omhoog gekomen. In feite is de bovenkant van de korst in de Ivrea-zone verdwenen, waardoor de zone een kijkje geeft in de onderste delen van de aardkorst.
Geofysisch onderzoek heeft uitgewezen dat onder de Ivrea-zone de mantel erg hoog komt. Sommige geologen denken dat de overgang van pyroxenieten naar lherzolieten, zoals die (onder andere) in de Ivrea-zone wordt gevonden, in feite de oorzaak is voor de Mohorovičić-discontinuïteit (de Moho). De Moho is voor seismologen de overgang tussen de korst en de mantel.